# Búcsú
A búcsú (latin: indulgentia → indulgencia) katolikus bűnbánati vallásgyakorlat, a bűnbánat szentségében már föloldozást nyert bűnért járó, ideigtartó büntetés elengedése. A búcsút a keleti ortodox egyház nem ismeri el, a protestáns egyházak pedig kifejezetten tagadják.

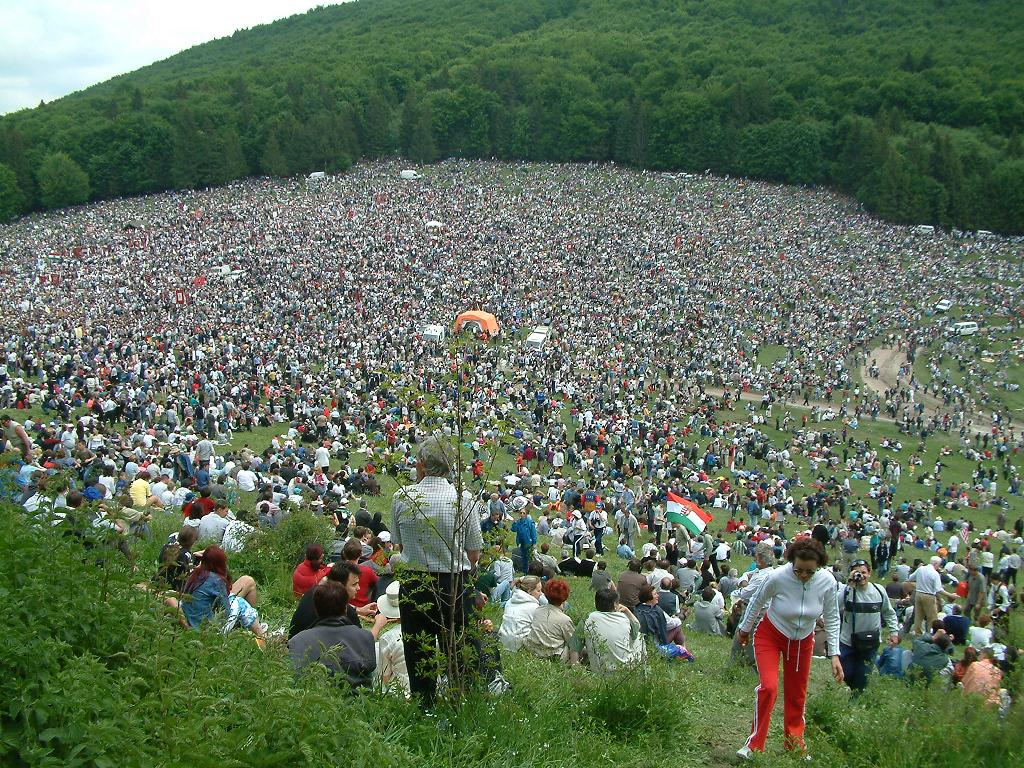
Zarándokok tömege a pünkösdi csíksomlyói búcsún

A katolikus tanítás szerint a bűnbánat, illetve a gyónás visszavezet a kegyelem állapotába, az isteni életbe, viszont a bűn „nyomai”, pl. a kialakult rossz szokások megmaradnak bennünk (lelkünkben, pszichénkben, reflexeinkben); ezért, valamint a bűnnel együtt járó károkozás miatt szükségünk van vezeklésre, illetve ezért jutnak emberek  az „ideigtartó” büntetésre, a „tisztítótűzbe” is. A teljes búcsú az „ideigtartó” büntetéstől, vagyis (ha most meghalnánk) a tisztítótűztől szabadít meg minket, illetve a tisztítótűzben szenvedőket a mennyországba juttatja.
A búcsú eredeti neve „elengedés” (latinul: indulgentia) volt. Ez azt fejezte ki, hogy Isten az Egyház által elengedi az ideigtartó büntetést. A magyar „búcsú” kifejezés arra utal, hogy az ember búcsút vesz a rá váró büntetéstől, Jézusnak az Egyház révén közvetített kegyelme által. A búcsújáró hely olyan kegyhely, ahol szentek ereklyéi, illetve tiszteletükhöz kapcsolódó kegyképek, szobrok stb. meglátogatása révén búcsú nyerhető el (pl. Mária-kegyhelyek). A búcsú kapcsolódhat a templomok védőszentjének évente megtartott emlékünnepéhez is.

## Története
A korai egyháztól kezdve a püspökök csökkenthették vagy eltekinthettek a vezeklés szigorától, de a búcsú csak a 11. és 12. században jelent meg, amikor a tisztítótűz gondolata széles körben elterjedt.
A halálos bűnökért való vezeklés ismert formája volt a szent helyekre való zarándoklás. 
Azok, akik vágytak a búcsúra, de nem tudtak elzarándokolni Jeruzsálembe, azon töprengtek, vajon tehetnek-e ezzel egyenértékű pénzfelajánlást, például egy leprásokat gondozó háznak vagy egy katedrális építésére. Az egyház képviselői megengedték az ilyen átváltást és a pápák is bátorították.
A 12. századtól az üdvösség folyamata gyakran a pénzhez volt kötve. A 14. és 15. századi reformátorok gyakran panaszkodtak a búcsúk eladása miatt. És ahogy a pápaság ebben az időszakban meggyengült, a világi uralkodók egyre inkább csak a bevétel egy jelentős része fejében engedélyezték a búcsúztatást.
A pápák buzgóságukban támogatták az egykori keresztény földek harcok útján való visszaszerzését.
Ez a keresztes hadjáratok óta teljes búcsút vont maga után.
1300-tól terjedt el a 40 napos búcsút (quadragena) eredményező búcsú, amelyet pápai engedélyezés alapján tartottak. Az O ergalmassagnak dychewseges kyralne azzonya kezdetű búcsús fohász nemcsak a világtörténelmi fordulat, a protestantizmust megelőző túlhajszolt búcsúk magyar bizonyítéka, hanem egyben magyar nyelvemlék is. A búcsú devalválódására jellemző példa, hogy a Jubilaeo animae című, 1515-ben kiadott latin nyelvű imakönyv összes imáinak elmondója 212 317 év és 45 530 nap búcsút, emellett háromszori teljes búcsút nyert.
A búcsúrendszer a 15. században érte el csúcspontját. Már a halottakért is lehetett búcsút adni és kapni.
A 16. század elején Észak-Németországban egy domonkos szerzetes, Johann Tetzel árulta a búcsúcédulákat:  „Isten és a szentatya kegyelme van kapuitoknál.”  Kijelentette, hogy akik bűnbocsátó cédulát vásárolnak, minden bűnükre bocsánatot kapnak.
Ekkor lépett fel az Ágoston-rendi szerzetes, Luther Márton az »üdvösség árusítása ellen«. Hirdette, hogy az üdvösség ingyenes, nem kell fizetni érte, hogy megszerezzék azt. A hagyomány szerint kiszegezte a 95 tételét és elindította a reformációt. A létrejött protestantizmusnak gyakorlatilag ma minden ága elutasítja a bűnbánati rendszer egészét vagy nagy részét, beleértve a búcsút is.
A katolicizmusban a tridenti zsinat 1563-ban elítélte a nyereségért való búcsúztatást, majd V. Piusz pápa 1567-ben törölte el azt. A rendszer és a mögötte álló teológia azonban érintetlen maradt.

## A katolikus egyház tanítása a búcsúkról

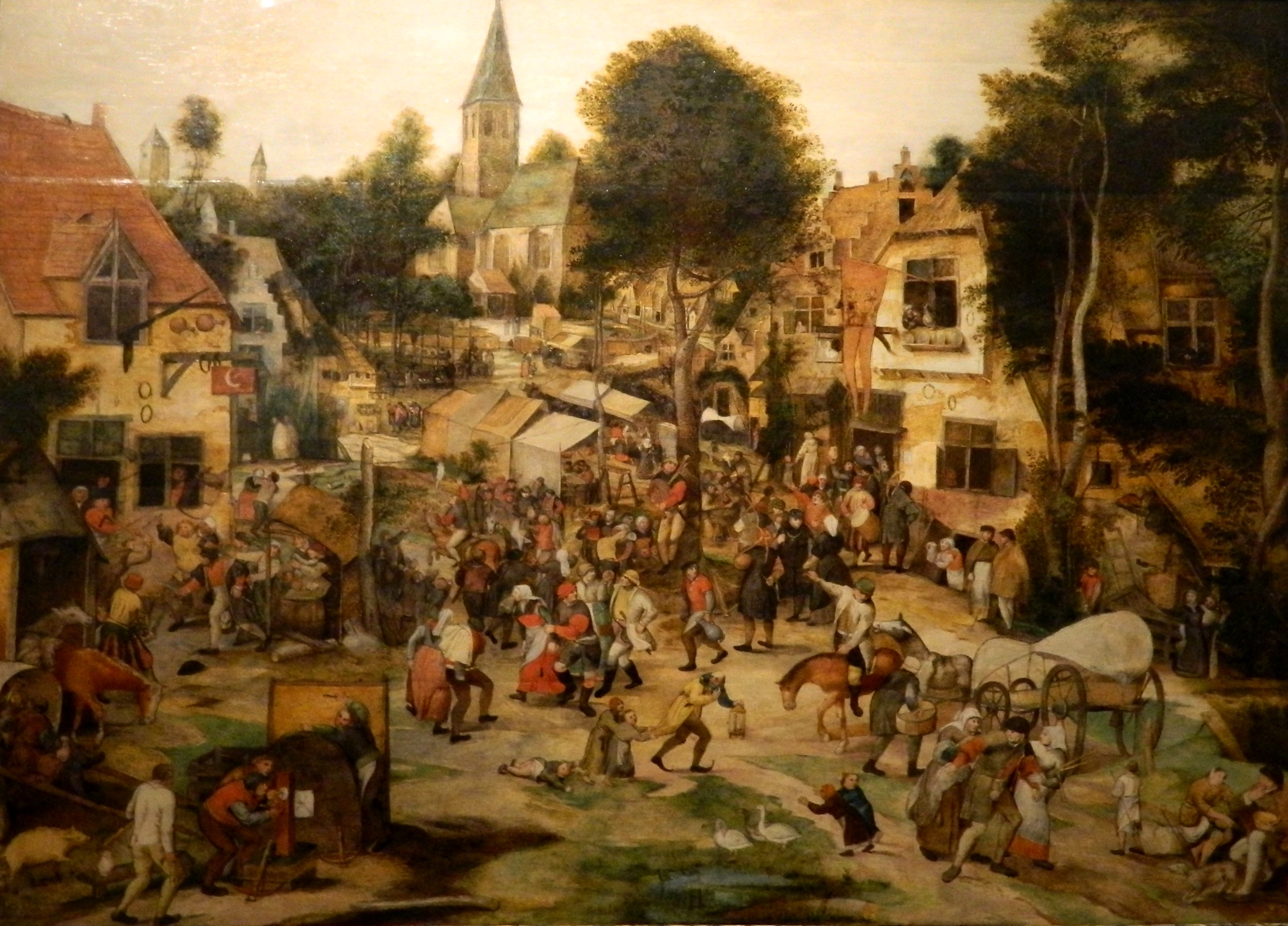
Pieter Balten Falusi búcsú című képe a Szépművészeti Múzeumban

„A búcsú Isten színe előtt, a már megbocsátott bűnökért járó ideigtartó büntetések elengedése, amelyet a katolikus hívő, aki megfelelően felkészült, és teljesítette a kiszabott feltételeket, elnyer az Egyház segítségével, amely mint a megváltás szolgálója, Krisztus és a szentek elégtételt nyújtó érdemeinek kincstárát hivatalosan kezeli, és abban részesítheti tagjait” (A Katolikus Egyház Katekizmusa, n. 1471).

A búcsúk tana lényegében három hitigazságon alapul:
- tartozás (a szentségi gyónás után is fennmaradhat a bűnökért járó ideigtartó büntetés, amelyet vagy itt a földön vagy a tisztítóhelyen kell levezekelni);
- kincstár (amelyet Krisztus kínszenvedése és érdemei alkotnak, a boldogságos Szűz és a szentek imáival és jótetteivel együtt és amelyet az egyház hivatalosan kezel),
- alkalmazhatóság (a szentek közösségében vagy Krisztus misztikus testének természetfölötti szolidaritásában).

A búcsúk elnyerésének hasznosságát - melyet ünnepélyesen a trentói zsinat fogalmazott meg (Dekrétum a búcsúkról, 25. ülésszak, 1563. december 4.) - VI. Pál pápa is megerősítette az Indulgentiarium doctrina kezdetű apostoli konstitúcióban (1967. január 1.): a lelkek üdvössége rendjében a búcsú javára válik nemcsak az egyes lelkeknek, hanem az egész keresztény társadalom életének, mert figyelmeztet a bűn gonoszságára; továbbá a szeretet gyakorlására serkent, amikor az elhunyt hívek javára ajánljuk; ugyanígy felébreszti az Istennel való teljes kiengesztelődés reményét.

## A búcsú elnyerésének követelményei
Alapfeltétel a búcsú elnyerésének vágya.

### A „teljes felkészültség”
A kegyelem állapota nélkül nem lehet búcsút nyerni.

### A három „feltétel”
- szentgyónás
- szentáldozás
- imádság a pápa szándékára (pl. Miatyánk, Üdvözlégy, de szabad más imát is választani)

A „feltételeket” húsz napos időtartam során lehet teljesíteni annak a „jó cselekedetnek” a végrehajtása előtt vagy után, amely a búcsú elnyeréséhez szükséges az előírás szerint (a halálos bűn állapotában lévő hívőnek azonban „jó cselekedet” végrehajtása előtt kell meggyónnia).
A húsz napon belül egyetlen szentgyónás is elegendő több búcsú elnyeréséhez (ha a hívő a kegyelem állapotában marad), miközben a másik két „feltételt” minden újabb búcsú elnyeréséhez teljesíteni kell.

### A jó cselekedet
A jó cselekedet lehet vallásos, irgalmassági, vagy bűnbánati.
- Vallásos cselekedet: egy templomban vagy más megadott helyen végezzünk vallásos zarándoklatot liturgikus szertartással vagy ájtatossági gyakorlattal egybekötve, vagy végezzünk egy vallásos látogatást.
- Irgalmassági cselekedet lehetséges típusai:
  - látogassuk meg szükséget szenvedő vagy nehézséggel küzdő testvéreinket és megkülönböztetett figyelemmel forduljunk hozzájuk, „mintegy zarándoklatot végezve a bennük jelen lévő Krisztushoz”.
  - jelentős hozzájárulással támogassunk vallási vagy szociális jellegű művet;
  - szabad időnk jelentős részét szenteljük közérdekű tevékenységnek,
  - válasszuk a személyes áldozathozatal hasonló formáit.
- Bűnbánati cselekedet: legalább egy napon tartózkodjunk a felesleges fogyasztástól, vagy böjtöljünk, vagy tartózkodjunk a húsételtől (vagy más élelemtől az egyes püspöki karok utasítása szerint), arányos összeget fordítva a szegények javára.

(Szükség van egy különleges teljesítményt jelentő „jó cselekedetre”: pl. a „bűnbánati cselekedethez”, nem elegendő, ha pusztán arra korlátozzuk tettünket, amit a böjtölés vagy az önmegtartóztatás törvénye ír elő. Nem nyerhető el búcsú, ha a „jó cselekedetet” nem a rendelkezések által meghatározott módon végezzük el – kivéve azokat az eseteket, amelyek a rendelkezésekben felsorolt törvényes akadályoztatások közé tartoznak, illetve amelyekben a gyóntató változtatja meg a feltételeket. Akit betegség, vagy más súlyos indok akadályoz abban, hogy zarándoklaton, vagy közösségében (családban, plébánián stb.) ájtatossági gyakorlatokon vegyen részt, a búcsú elnyerése érdekében lélekben kapcsolódhat a résztvevőkhöz, felajánlva Istennek imáit és szenvedéseit.

## Teljes és részleges búcsú
A búcsú lehet teljes vagy részleges:
Amennyiben nem áll fenn a „teljes felkészültség” vagy nem teljesül a három „feltétel”, a „cselekedet” végrehajtása után az elnyert búcsú nem lehet teljes, csak részleges. (Kivételt képeznek a törvényes akadályoztatottság esetei, amelyeket a rendelkezések felsorolnak, illetve azok az esetek, amikor a gyóntató megváltoztatja a búcsúnyeréshez előírt cselekményeket vagy feltételeket.) A teljes búcsúkhoz szükséges továbbá a szív megtérése: vagyis hogy Isten első helyre kerüljön életünkben, s mentesek legyünk még a bocsánatos bűnökhöz (bármilyen hibához) való szándékos ragaszkodástól is.

A teljes búcsú naponta csak egyszer nyerhető el, saját magunk és elhunyt szeretteink számára. A tisztítótűzben szenvedő lelkek magukon már nem tudnak segíteni, de a kegyelem állapotában vannak. Ezért számukra teljes búcsú nyerhető el. Földön élő embertársainkért imádkozhatunk, de búcsút nem nyerhetünk számukra. Aki szeretne  búcsúban részesülni, annak – amíg a földön él – magának is van módja búcsú nyerésére.

## Magyarországi búcsúk
- 1991 óta rendezik meg a magyarországi lengyelek a derenki búcsút. Derenket - amely napjainkra elnéptelenedett – a Szepességből bevándorolt lengyel favágók és szénégetők alapították újra a 18. században, amikor szintén elnéptelenedve állt.[4]